# Microdecemplex
Microdecemplex rolfei é a única espécie da extinta ordem de milípedes Microdecemplicida, um membro da extinta subclasse Arthropleuridea. Os fósseis, com menos de 10 mm de comprimento, foram conhecidos da Panther Mountain Formation do Estado de Nova York, que datam do Devoniano Médio. Esta espécie, aparentemente, não possui antenas e apresenta dimorfismo sexual nas suas patas traseiras, que podem ser similares em função dos telópodes dos machos ainda vivos Oniscomorpha que são usados para agarrar as fêmeas durante o acasalamento.